# Erik Szilvássy
Erik Szilvássy (21 de diciembre de 1994) es un deportista húngaro que compite en lucha grecorromana.
Ganó una medalla de plata en el Campeonato Mundial de Lucha de 2024 y dos medallas en el Campeonato Europeo de Lucha, en los años 2019 y 2025.

## Palmarés internacional
| Campeonato Mundial | Campeonato Mundial      | Campeonato Mundial | Campeonato Mundial |
| Año                | Lugar                   | Medalla            | Categoría          |
| ------------------ | ----------------------- | ------------------ | ------------------ |
| 2024               | Tirana (Albania)        | Medalla de plata   | 82 kg              |
| Campeonato Europeo |                         |                    |                    |
| Año                | Lugar                   | Medalla            | Categoría          |
| 2019               | Bucarest (Rumania)      | Medalla de bronce  | 87 kg              |
| 2025               | Bratislava (Eslovaquia) | Medalla de plata   | 82 kg              |